# Copiii străzii

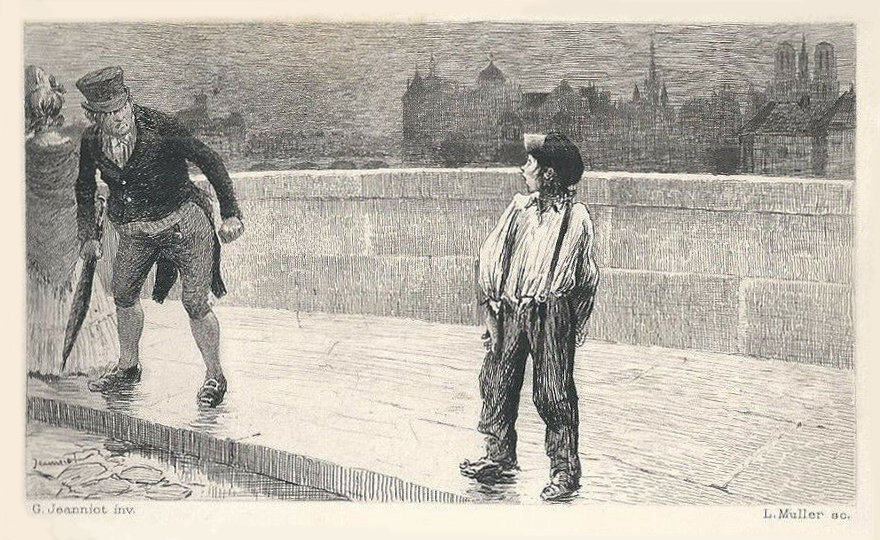
Gavroche, un personaj fictiv din romanul istoric Leș Misérables de Victor Hugo, este inspirat de copiii străzii care au existat în Franța în secolul al XIX-lea.

Copiii străzii sunt copii săraci sau fără adăpost, care trăiesc pe străzile din municipii, orașe sau sate. Tinerii fără adăpost sunt adesea numiți copiii străzii; definiția copiilor străzii este contestată, dar mulți practicieni și factori de decizie politică folosesc conceptul UNICEF de băieți și fete, cu vârsta sub 18 ani, pentru care „strada” (inclusiv locuințele neocupate și terenurile pustii) a devenit casă și/sau sursa lor de mijloace de trai și care sunt protejați sau supravegheați inadecvat.. Fetele de stradă sunt uneori numite gamine, un termen care este folosit și pentru copiii străzii columbieni de ambele sexe.
Unii copii ai străzii, în special în țările mai dezvoltate, fac parte dintr-o subcategorie numiți copii abandonați, constând din copiii care au fost forțați să părăsească [[domiciliul copilului|domiciliul. În general, copiii abandonați provin din familii monoparentale. Copiii străzii sunt adesea supuși abuzului, neglijării, exploatării sau în cazuri extreme, uciderii de către echipe care se formează pe drumuri.

## Statistici și distribuție
Copiii străzii pot fi găsiți în marea majoritate a orașelor celebre ale lumii, fenomenul fiind mai răspândit în centrele urbane dens populate ale regiunilor în curs de dezvoltare sau instabile din punct de vedere economic, cum ar fi țările din Africa, America de Sud, Europa de Est și Asia de Sud-Est. 
Potrivit unui raport din 1988 al Consorțiului pentru Copiii Străzii, un consorțiu de organizații neguvernamentale (ONG) conexe din Regatul Unit , UNICEF a estimat că 100 de milioane de copii cresc pe străzile urbane din întreaga lume. Paisprezece ani mai târziu, în 2002, UNICEF a transmis, în mod similar, „Cele mai recente estimări indică numărul acestor copii la o sută de milioane”. Mai recent, organizația a adăugat: „Numărul exact al copiilor străzii este imposibil de cuantificat, dar cifra aproape sigur se ridică la zeci de milioane în întreaga lume. Este probabil ca cifrele să crească”. 
În încercarea de a forma o estimare mai fiabilă, a fost elaborat un model statistic bazat pe numărul copiilor străzii și pe indicatori sociali relevanți pentru 184 de țări; conform acestui model, în lume există între 10 și 15 milioane de copii străzii. 

## Istoric
În 1848, Lord Ashley s-a referit la peste 30.000 de „copii goi, murdari, care rătăcesc pe străzi și părăsiți” din Londra și din jurul lor, Marea Britanie Printre multe romane englezești care le prezintă ca o problemă umanitară se numără Prima rugăciune a lui Jessica de Sarah Smith (1867) și Nothing to Nobody a lui Georgina Castle Smith (1872). 
Până în 1922, în Rusia erau cel puțin șapte milioane de copii fără adăpost, din cauza devastării Primului Război Mondial și Războiului Civil Rus.Copiii abandonați au format bande, și-au creat propriul limbaj și s-au angajat în furturi mărunte și prostituție..

## Cauze
Cauzele acestui fenomen sunt variate, dar sunt adesea legate de perturbări interne, economice sau sociale. Aceasta include, dar nu se limitează la: sărăcia; defalcarea locuințelor și/sau a familiilor; tulburări politice; abuz sexual, fizic sau emoțional; violență domestică; a fi ademenit de proxeneți, prădători de pe internet sau sindicate de cerșitori; probleme de sănătate mintală; abuz de substanțe; și probleme de orientare sexuală sau identitate de gen. Copiii pot ajunge pe străzi din cauza factorilor culturali. De exemplu, unii copii din anumite părți din Congo și Uganda sunt forțați să-și părăsească familiile pe suspiciunea că sunt vrăjitoare care aduc ghinion.

## După țară

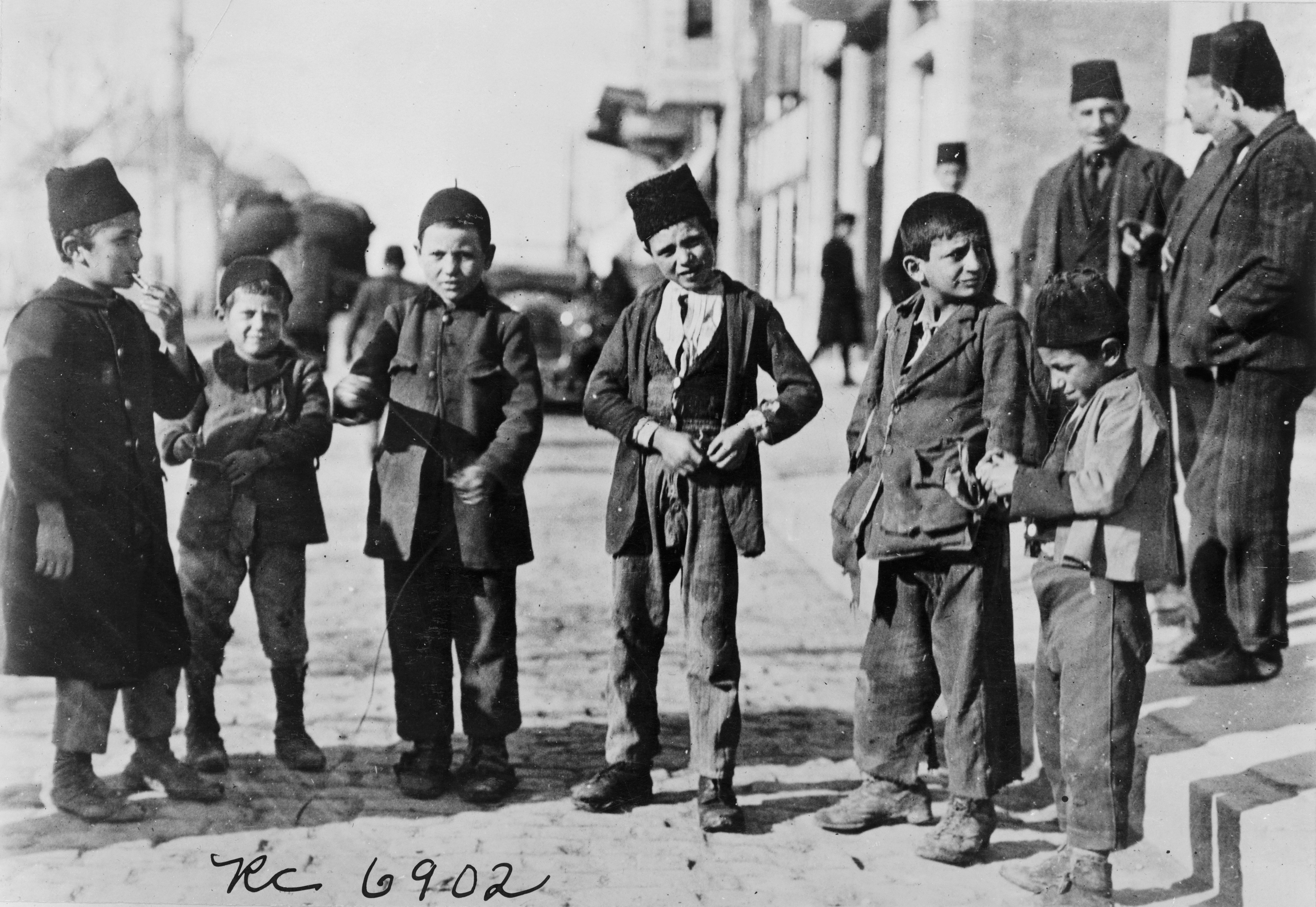
Grup multietnic de „copii ai străzii” în Constantinopol, 1921

### Africa
Kenya
UNICEF lucrează cu CARITAS și cu alte organizații neguvernamentale din Egipt pentru a se adresa copiilor străzii.  Urbanizarea rapidă și nesustenabilă în perioada post-colonială, care a dus la sărăcia urbană înrădăcinată în orașe precum Nairobi, Kisumu și Mombasa este o cauză de bază a lipsei de adăpost a copiilor. Migrația rural-urban a destrămat familiile extinse care anterior acționaseră ca o rețea de sprijin, îngrijind copiii în cazuri de abuz, neglijare și abandon. 
Oficiul Națiunilor Unite pentru Droguri și Criminalitate] a raportat că inhalarea de substanțe chimice este în „cultură de stradă“ în Nairobi, și că majoritatea copiilor străzii din oraș sunt utilizatori de solvenți obișnuite. 

### Asia
India

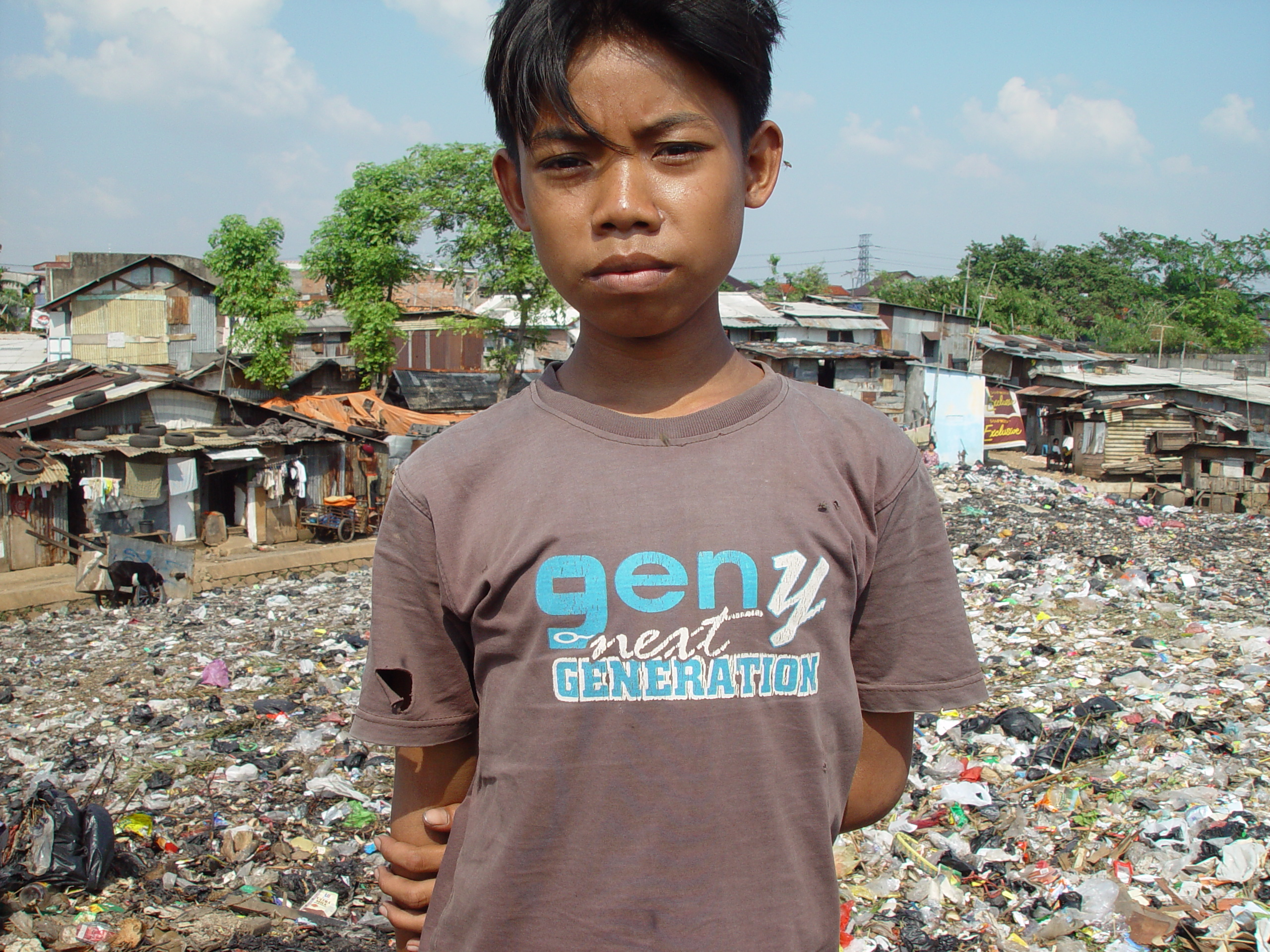
A street children in Cipinang, Jakarta, Indonezia

India are aproximativ un milion sau mai mulți copii ai străzii în fiecare dintre următoarele orașe: New Delhi , Kolkata și Mumbai. Când luăm în considerare India ca întreg, există peste unsprezece milioane de copii care își câștigă existența din străzile din orașe și zonele rurale. Este mai frecvent ca copiii străzii să fie bărbați, iar vârsta medie este de paisprezece ani. Deși adolescentele sunt mai protejate de familii decât băieții, atunci când fetele rup legăturile, ele sunt adesea mai proaste decât băieții, deoarece sunt atrase la prostituție. Republica India este a șaptea cea mai mare și a doua țară ca populație din lume. Datorită accelerării creșterii economice, a apărut o ruptură economică, puțin peste treizeci și doi la sută din populație trăind sub pragul sărăciei.. Din cauza șomajului, a creșterii migrației rurale-urbane, a atracției vieții orașului și a lipsei de voință politică, India a dezvoltat una dintre cele mai mari forțe de muncă pentru copii din lume.
Iran
Există între 60.000 și 200.000 de copii ai străzii în Iran (2016).

### Europa
Grecia
Activitatea copiilor străzii din Grecia este strâns legată de traficul de persoane. În 2003, copiii străzii aflați în unități administrate de stat dispăruseră. Dispariția este suspectată a fi legată de traficul de persoane. Cifrele au scăzut în ultimii ani, iar Grecia a întreprins „măsuri legislative pentru incriminarea traficului de ființe umane și a infracțiunilor conexe”, deși Amnesty International susține că problema încă există și că există o eșec a protecției guvernamentale și a justiției copiilor traficați. 
Cerșetoria și alte activități stradale au fost interzise în Grecia din 2003, dar recenta creștere a șomajului a crescut nivelul acestor acțiuni. 
Există puține programe pentru copiii strămutați în Grecia, care au creat o problemă cu copiii străzii la începutul anilor 2000. Acordarea părinților adoptivi copiilor cu nevoi speciale nu este ceva ce a făcut guvernul grec, ceea ce duce la un număr mai mare de copii cu dizabilități fizice sau mintale ale străzii. Există, de asemenea, elemente de descurajare pentru părinții care lucrează și săraci în Grecia, făcându-i mai dispuși să-și forțeze copiii să iasă în stradă. De exemplu, orfanilor li se acordă prestații financiare, dar dacă locuiesc în unități administrate de stat, nu pot primi aceste beneficii. Pentru ca părinții care lucrează să primească subvenții guvernamentale, deseori trebuie să aibă mai mult de un copil. 
România

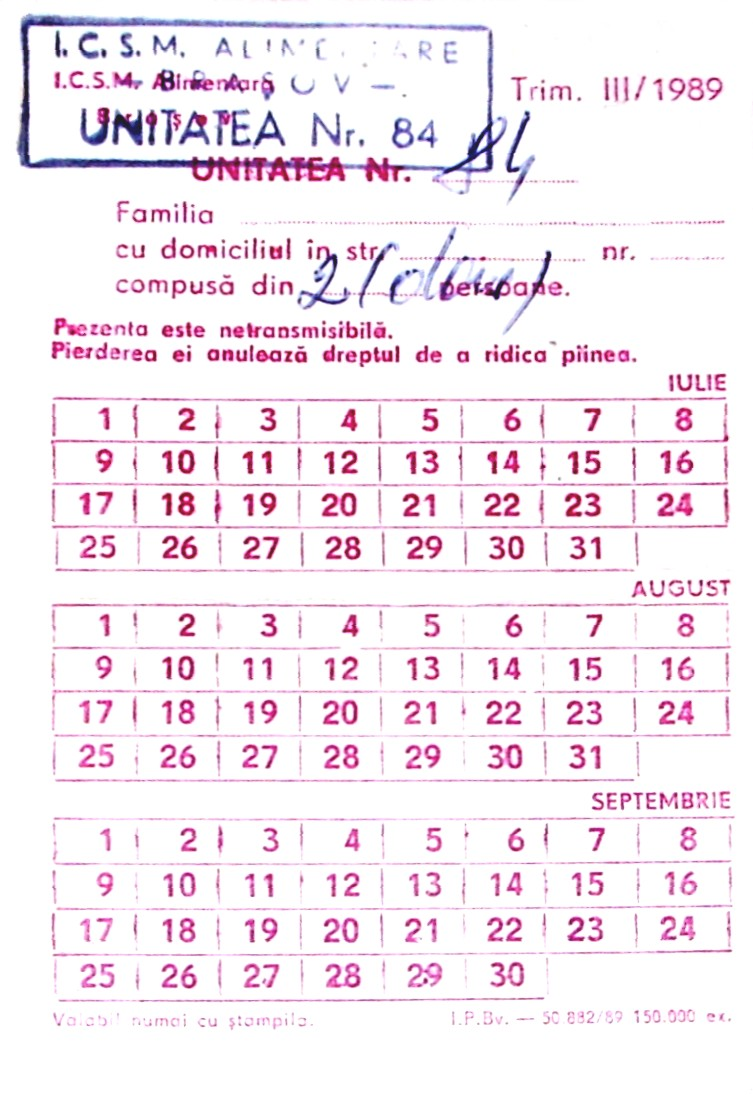
România. Cartela de raționare, 1989. Politică agresivă în favoarea nașterii a lui Nicolae Ceaușescu cuplată cu sărăcia a condus familiile incapabile să facă față

Informații suplimentare: Decretul 770 și orfanii români
Fenomenul copiilor străzii din România trebuie înțeles în contextul istoric local. În 1966, în România comunistă, dictatorul Nicolae Ceaușescu a scos în afara legii contracepția și avortul, adoptând o politică agresivă în favoarea nașterii, în efortul de a crește populația. Întrucât familiile nu au putut face față, mii de copii nedoriți au fost plasați în orfelinate de stat unde s-au confruntat cu condiții groaznice. În comunism, lupta familiilor s-a înrăutățit în anii 1980, sub politica de austeritate a anilor 1980 în România , când nivelul de trai a scăzut dramatic, iar alimentele au fost raționalizate. Din păcate căderea comunismului din decembrie 1989 a însemnat inițial insecuritate economică și socială. În astfel de condiții, în anii 1990, mulți copii s-au mutat în stradă, unii fiind din orfelinate, în timp ce alții fiind fugari din familii sărace. În perioada de tranziție de la comunism la economia de piață din anii 1990, problemele sociale precum cele ale acestor copii au fost puțin pe agenda guvernului. Cu toate acestea, la începutul secolului, lucrurile se îmbunătățeau. Un raport din 2000 al Consiliului Europei estima că în municipiul București erau aproximativ 1.000 de copii străzii. Prevalența copiilor străzii a dus la o creștere rapidă a afacerii turismului sexual în România; deși s-au făcut eforturi pentru a scădea numărul copiilor străzii din țară. Filmul documentar Copii sub pământ din 2001 documentează situația copiilor străzii români, în special luptele lor cu malnutriția, exploatarea sexuală și abuzul de substanțe. În anii 1990, copiii străzii erau adesea văzuți cerșind, inhalând „ aurolac ” din pungi de plastic și hoinărind prin metroul Bucureștiului. În secolul XXI, numărul copiilor care trăiesc permanent în stradă a scăzut semnificativ, deși mai mulți copii lucrau pe stradă toată ziua, dar se întorceau acasă la părinți noaptea. Până în 2004, s-a estimat că mai puțin de 500 de copii locuiau permanent pe străzile din București, în timp ce mai puțin de 1.500 lucrau în stradă în timpul zilei, întorcându-se acasă la familiile lor seara. Până în 2014, copiii străzii din anii 1990 erau adulți și s-a raportat că mulți locuiau „sub pământ” în tunelurile și canalizările de sub străzile Bucureștiului, unii având proprii lor copii. 
Rusia
În 2001, s-a estimat că Rusia avea aproximativ un milion de copii ai străzii.

### America de Nord
Statele Unite ale Americii
Numărul copiilor fără adăpost din SUA a crescut de la 1,2 milioane în 2007 la 1,6 milioane în 2010. Statele Unite definesc lipsa de adăpost conform Legii McKinney-Vento pentru asistență pentru persoanele fără adăpost. Numărul copiilor fără adăpost a atins niveluri record în 2011.
Se estimează că, în Statele Unite, anual, două milioane de tineri fug de acasă sau sunt forțați să-și părăsească domiciliul..

## Răspunsuri guvernamentale și neguvernamentale
Răspunsurile guvernelor
În timp ce unele guverne au implementat programe pentru a trata copiii străzii, soluția generală implică plasarea copiilor în orfelinate , case pentru minori sau instituții corecționale. Au fost depuse eforturi de către diferite guverne pentru a sprijini sau a colabora cu organizațiile neguvernamentale. 
Răspunsuri ONG
Organizațiile non-guvernamentale folosesc o mare varietate de strategii pentru a răspunde nevoilor și drepturilor copiilor străzii. Un exemplu de efort al ONG-urilor este „Ziua copiilor străzii”, lansată de Jugend Eine Welt la 31 ianuarie 2009 pentru a evidenția situația copiilor străzii. „Ziua Copilului Străzii” a fost comemorată în fiecare an de la înființarea sa în 2009. 